# Județul Iași (antebelic)
Județul Iași a fost o unitate administrativă de ordinul întâi din Vechiul Regat al României (existent în perioada antebelică). Județul se afla în regiunea istorică Moldova, iar reședința era orașul Iași. Între 1916-1918 orașul Iași a fost capitala României.

## Așezare și limite

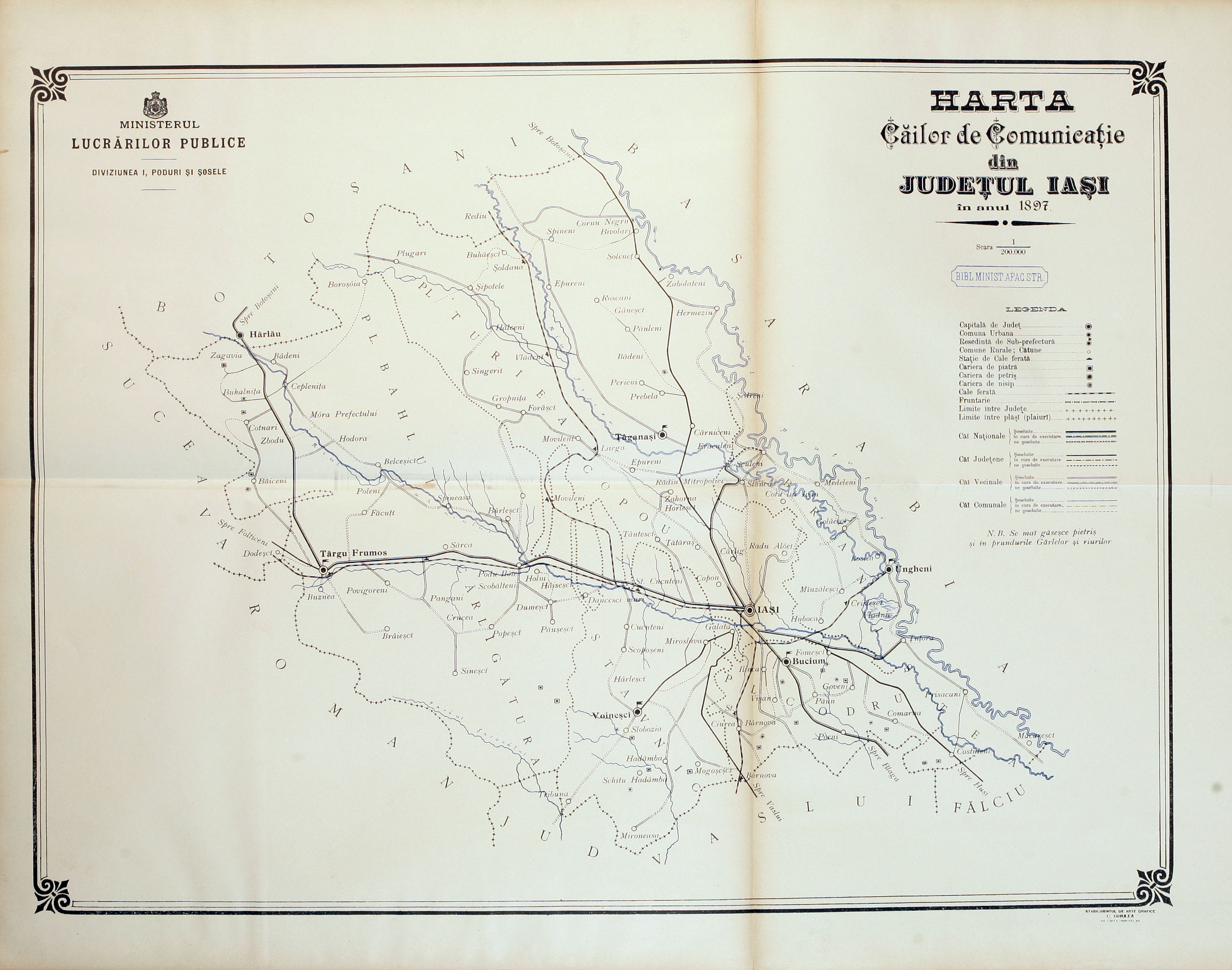
Harta județului Iaşi în Atlasul Căilor de Comunicații din 1897

Județul Iași era un județ de frontieră. Se învecina cu Basarabia (ce făcea parte atunci din Imperiul Rus) și cu județele românești Botoșani, Suceava, Roman, Vaslui și Fălciu. Era așezat pe valea și podișul dintre râurile Prut și Jijia, începând de la limita de sud a județului Botoșani, pe valea și podișul dintre Prut și Bahlui, pe valea Bahluiului și pe șirul de dealuri care se prelungește de la limita de sud a județelor Botoșani și Suceava până la limita de nord a județeor Vaslui și Fălciu.

## Istoric
În anul 1864, domnitorul Alexandru Ioan Cuza dă prima lege de organizare administrativ-teritorială modernă a teritoriului României. Legea prevedea împărțirea țării în 33 de județe, având ca subdiviziuni plășile și comunele (urbane și rurale). Județele și comunele erau investite cu personalitate juridică și cu organe deliberative și executive: consiliul județean și prefectul (acesta din urmă ca reprezentant al guvernului în teritoriu), respectiv consiliul comunal
și primarul (în calitate de reprezentant al guvernului în teritoriu). Plășile erau simple subdiviziuni ale județelor, fără personalitate juridică, conduse de subprefecți, cu atribuții de supraveghere și control asupra autorităților comunale.
Județul antebelic Iași era împărțit în 7 plăși: Bahluiul (8 comune, 57 sate și un târgușor), Braniștea (8 comune, 38 sate și un târgușor), Cârligătura (7 comune, 40 sate și un târg urban), Codrul (5 comune, 23 sate și 3 târgușoare), Copou (6 comune, 30 sate și 2 târguri), Stavnicul (5 comune, 36 sate și un târgușor) și Turia (5 comune, 37 sate și 3 târgușoare). Județul avea 2 orașe (Iași și Târgu Frumos), 44 comune rurale, 261 sate și 10 târgușoare: Copoul (numit și Sărăria), Podul Iloaiei, Galata, Socola, Poieni, Sculeni, Bivolari, Căminărești (Țigănași), Trei Fântâni (lângă Socola) și Damachi).
Industria urbană era mai dezvoltată decât cea rurală, în orașul Iași, pe lângă diferitele meserii ce se practicau pentru trebuințele locuitorilor orașului și județului, mai existau și școli de meserii, ateliere de tâmplărie, fierărie, tinichigerie, fabrică de cartonaj, cortele, fabrici de bere, sodă, etc. Industrie veche era reprezentată de olărie în comuna Poieni, rotărie în comuna Voinești și dogărie în comuna Buciumi (școală de meserii). Rogojini și coșuri, împletite din papură se făceau în satele Bosia, Prisăcani, Vorovești și Uricani. De asemenea exista o fabrică de teracotă în satul Scobâlțeni, una de scrobeală în comuna Buciumi și una de tăbăcărie în comuna Galata, pe lângă alte ramuri industriale mai mici.